# Escuela Técnica Otto Krause

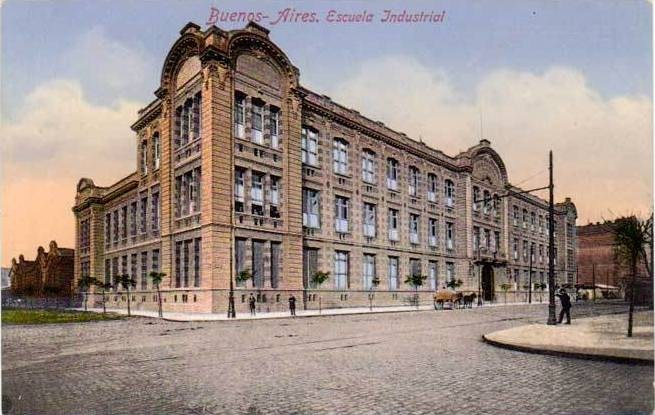

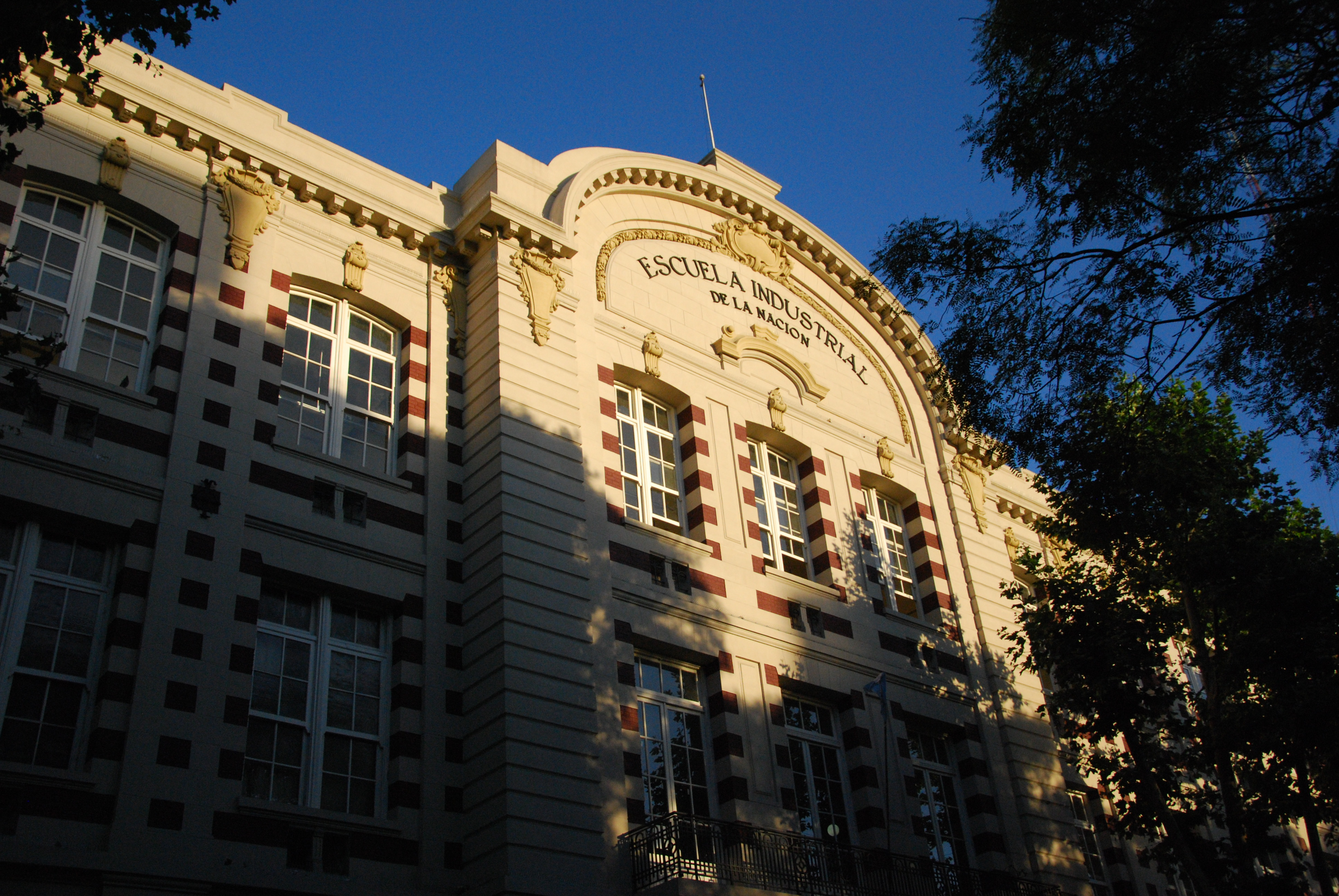

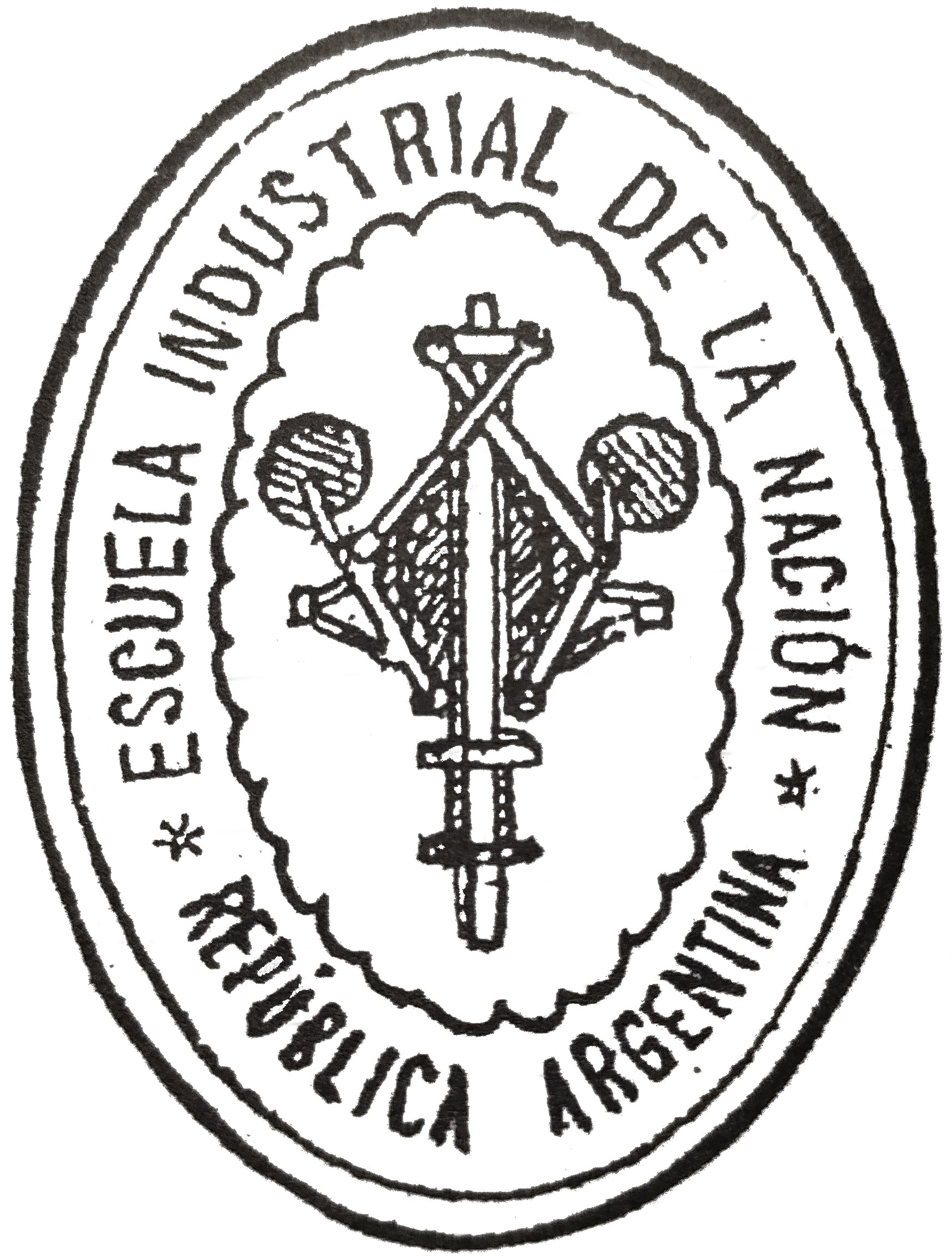
Cumpliendo con la resolución ministerial que sustituyó el escudo nacional de las escuelas por un sello propio presentó su nuevo sello con un regulador de watt el 23 de junio de 1908

La Escuela Técnica № 1 Otto Krause (E. T. N.º 1 O. K.), también conocida por su primer nombre Escuela Industrial de la Nación, es una institución educativa argentina dependiente del Gobierno de la Ciudad de Buenos Aires. Se encuentra en Avenida Paseo Colón 650, en el barrio de Monserrat. Es considerada una de las mejores escuelas secundarias de Argentina, siendo de las más prestigiosas y exigentes.

## Historia
La Escuela Técnica Otto Krause fue creada en 1897, durante la presidencia de José Evaristo Uriburu, como un anexo a la Escuela de Comercio (actualmente la Escuela Superior de Comercio Carlos Pellegrini) en respuesta a una creciente necesidad del país de enseñar temas relacionados con la ciencia aplicada y la técnica. Originalmente, se llamaba “Escuela Técnica de la Nación”. La localización inicial estaba en la calle Bartolomé Mitre 1314 de esta Ciudad. El ingeniero Otto Krause fue el primer rector de la escuela, y tiempo después se la renombró.

## Especialidades
La Escuela dicta las siguientes especialidades:
- Computación (Graduación de Técnico en Computación)
- Construcciones (Graduación de Maestro Mayor de Obras)
- Electrónica (Graduación de Técnico Electrónico)
- Eléctrica (Graduación de Técnico Eléctrico)
- Mecánica (Graduación de Técnico Mecánico)
- Química (Graduación de Técnico Químico)

Además, en el turno noche se dictan los siguientes cursos de especialización:
- Climatización de ambientes
- Hormigón armado
- Mantenimiento de Ascensores
- Metalografía
- Sistemas de comunicaciones
- Tecnología de la conservación del papel
- Tecnología de los alimentos

## Autoridades

### Comunidad educativa - Gestión Otto Krause, 2024.
- Rector: Marisa Casares.
  - Vicerrector: Daniel H. Espósito.
    - Jefe General de Enseñanza Práctica: Cesar Aldonate.
    - Regente Técnico Turno Mañana: Juan Alberto Schuff.
    - Regente Técnico Turno Tarde: Carlos Gabriel Panozzo.
    - Regente de Cultura Turno Mañana: Jaquelina Anapo.
    - Regente de Cultura Turno Tarde: Andrea Cohen.
    - Secretaria: Laura Pérez Martínez.
      - Prosecretaria: Gabriela Axpe.
      - Prosecretario: Walter Cuatrochio.

    - Asesora Pedagógica: Ximena Mendez Mihura.

### Coordinadores de área

#### Ciclo básico
- Coordinador de área de Tecnología: Ana Sangiovani
- Coordinador de área de Ciencias Sociales: Jesica Nuñez
- Coordinador de área de Comunicación y Expresión: Miriam Konopko
- Coordinador de área de Ciencias Exactas y Naturales: Vanina Galasso
- Coordinador de área de Educación Física: Luis Urzagasti

#### Segundo Ciclo
- Coordinador de Computación: Barbara Iraola
- Coordinador de Construcciones: Sofía Aldonate
- Coordinador de Electrónica:
- Coordinador de Eléctrica: Rafael Treviño
- Coordinador de Mecánica: Martín Gonzalez
- Coordinador de Química: Emmanuel Oviedo

## Talleres extracurriculares
La escuela cuenta con clases de Francés, Inglés, Italiano y Alemán en el Laboratorio de Lenguas, ubicado en el subsuelo.

## Edificio

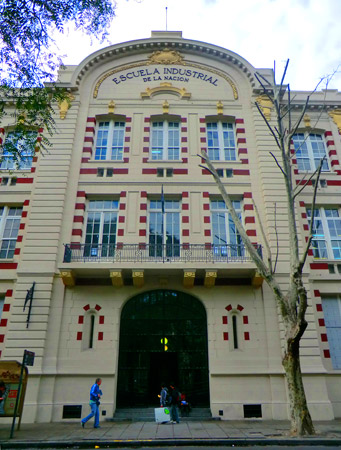
Fachada restaurada

El proyecto de la actual sede de la escuela nació con un decreto presidencial firmado por Julio Argentino Roca el 31 de marzo de 1903, permitiendo la construcción del edificio diseñado por la Inspección General de Arquitectura del Ministerio de Obras Públicas en una de las manzanas de propiedad del Estado que estaban en la franja de terrenos libres entre la calle Azopardo y la Avenida Paseo Colón.
Seis años después, el ministro de Justicia e Instrucción Pública, Rómulo Naón, y el director de la Escuela, Otto Krause, inauguraban con un acto el edificio definitivo de la Escuela Industrial de la Nación, el 24 de mayo de 1909.
Entre 2008 y 2014, luego de décadas de deterioro progresivo, el Estado Nacional finalmente desarrolló obras integrales de restauración y remodelación del Otto Krause, recuperando no solo sus fachadas, sino modernizando sus aulas, salones, laboratorios y realizando tendido de instalaciones a nuevo. Actualmente se hacen algunas remodelaciones.
En la escuela hay tres patios, dos de estos son casi iguales, el “Patio Chile” (en referencia a la calle que le da entrada) y el "Patio de la bandera" (que está sobre la calle México). Ambos tienen puertas de rejas que, una vez abiertas, permiten la entrada de vehículos a través de la calle interna de la escuela. El Patio de la bandera cuenta con un mástil con la bandera de la Argentina y una con el escudo de la escuela, que es más pequeña; también hay un busto de Manuel Belgrano. Ambos patios tienen una entrada al subsuelo. A través de los patios los alumnos pueden llegar al bufet o a la librería, mientras que los docentes cuentan con un espacio propio para almorzar. El patio de la bandera también da entrada al 3.er patio, el “patio de taller”, con el que se llega a las aulas de los talleres, este patio posee una gran chimenea de ladrillo y un enorme tanque de agua de 1916. La escuela cuenta con amplias aulas, laboratorios de química, de construcciones, de electrónica, de informática, de electromecánica, de ensayos materiales, de ensayos industriales, de lenguas e idiomas, de máquinas térmicas y de metrología, varios gabinetes, enormes talleres, tres patios, una sala de profesores, un enorme salón de actos con una pequeña sala de proyección, un ascensor, salas de informática, un salón de dibujo técnico, tres escaleras, dos laterales y una escalera de mármol de Carrara y herrería ubicada en el Hall central, que también tiene un busto del Ing Otto Krause y columnas de capital corintio, en el 1° piso se ubica la Biblioteca Ing Eduardo Latzina, conformada por una sala de lectura con muebles de madera y un depósito de libros. La escuela también tiene un microcine, oficinas, regencia, rectoría, secretaría, un anfiteatro de madera, aulas multimedia y un museo tecnológico con entrada libre y gratuita, este exhibe la historia de la escuela, máquinas, placas, medallas, planos, obras de arte, una puerta de herrería artística, maquetas, cuadros, entre otras cosas.

## Celebración de egresados
En la escuela se acostumbra hacer una fiesta de egresados de hace 10, 25 y 50 años, cada viernes de noviembre luego del día de la educación técnica (15 de noviembre)

## Fundación Otto Krause
La “Fundación Otto Krause” (FOK), Integrada voluntariamente por técnicos egresados hace más de 25 años de la “Escuela Técnica № 1 Otto Krause” tiene, principalmente, los siguientes objetivos:
- Reintegrar a la sociedad parte de los beneficios y el saber que ella proveyó a través de la enseñanza en la “Escuela Técnica № 1 Otto Krause”.
- Dejar significativamente expresado el reconocimiento permanente y vivo a la sociedad, a la “Escuela Técnica № 1 Otto Krause”, a su ilustre propulsor, de quien en justiciero homenaje lleva su nombre, y a los entusiastas maestros de la enseñanza técnica que dieron su saber en la patriótica tarea de formar pléyades de técnicos capacitados para la conducción, desarrollo y perfeccionamiento de la industria nacional.
- Propender, en toda forma posible, al mejoramiento de la enseñanza técnico – industrial.
- Coadyuvar en la prosecución de estudios a los educandos y a los egresados que requieran apoyo económico.
- Proveer a las “Escuelas Industriales” y sus graduados de información que trasunte el fruto de las observaciones y experiencia de los egresados de la “Escuela Técnica № 1 Otto Krause”.

## Cooperadora
La escuela, administrada por padres de alumnos cuyo objetivo principal es colaborar para la obtención de materiales para los talleres y o laboratorios.

## Enseñanza
Los alumnos cursan un Primer Ciclo de 2 años comunes a todas las especialidades y luego un Segundo Ciclo de otros 4 años, recibiendo al finalizar ambos títulos profesionales que los habilitan para trabajar en diferentes actividades según las incumbencias que dictan los respectivos consejos profesionales. Además, la Escuela brinda varios cursos superiores de posgrado en horario nocturno, en ramas como Hormigón Armado, Tecnología de los Alimentos, Tecnología del Papel, Climatización de Ambientes, Metalografía y Relojería, todos de un año de duración, dedicados a técnicos, ingenieros, arquitectos y licenciados especialistas.
En el edificio funcionan también la biblioteca Ing. Eduardo Latzina, una de las más importantes bibliotecas técnicas y científicas de la Argentina, que funciona desde la creación misma de la Escuela.
El Otto Krause cuenta también con un museo tecnológico, inaugurado el 10 de julio de 1997, que posee 1200 m² en 3 plantas y que recibe visitas de todo el país.
En el 2008 los estudiantes de la especialidad electrónica recibieron un premio de Siemens AG S.A. por tener mejores calificaciones en general que los demás estudiantes técnicos electrónicos de otras escuelas.

## Profesores destacados

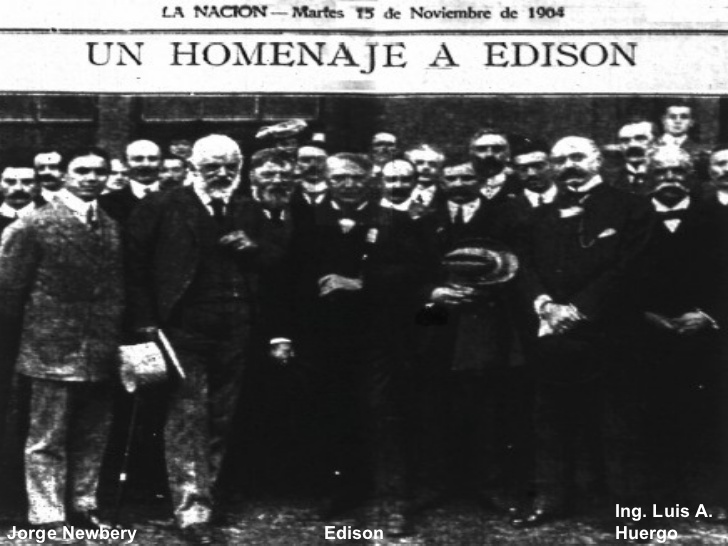
J. A. Newbery con T. A. Édison en el Congreso Internacional de Electricidad de Saint Louis.

- Jorge Newbery: ingeniero electricista, aviador, deportista, funcionario público y hombre de ciencia argentino, que en 1904 ocupó la cátedra de Electrotecnia.

## Graduados destacados
- Gregorio Baro, científico argentino de la energía nuclear.
- Alejandro Bustillo, arquítecto argentino.
- Francisco Salamone, arquitecto e ingeniero argentino.
- Raúl Rafael D'Amato, abogado penalista y profesor de Química.
- Rolando Goyaud, investigador y periodista argentino.
- Leonardo Simons, actor y conductor televisivo argentino.
- Oscar Panno, gran maestro de ajedrez.
- Jorge Luz, actor cómico argentino.
- Ladislao Pazmany, ingeniero aeronáutico, pionero de la aviación húngaro-argentino.
- Fernando Acuña, licenciado en ciencias químicas, examinador de patentes.